# (3352) McAuliffe
(3352) McAuliffe ist ein Asteroid des Amor-Typs, der am 6. Februar 1981 von Norman G. Thomas entdeckt wurde. Er war ursprünglich als Ziel der Mission Deep Space 1 vorgesehen. Der Start der Sonde wurde verschoben und stattdessen als neues Ziel Asteroid (9969) Braille gewählt.
Der Asteroid wurde nach der amerikanischen Lehrerin und Astronautin Sharon Christa McAuliffe benannt, die als Nutzlast-Expertin des Challenger-Fluges STS-51-L am 28. Januar 1986 ums Leben kam. Die Raumfähre war kurz nach dem Start durch die Explosion ihres Flüssigtreibstofftanks zerrissen worden.